# كلاركسفيل (نيوهامشير)
كلاركسفيل (بالإنجليزية: Clarksville, New Hampshire)‏ هي بلدة أمريكية تقع في الولايات المتحدة في مقاطعة كوس (نيوهامشير). يقدر عدد سكانها بـ 265 نسمة ومساحتها 161.2 كم2 وترتفع عن سطح البحر 604 متر.